# Dolmen in Schleswig-Holstein

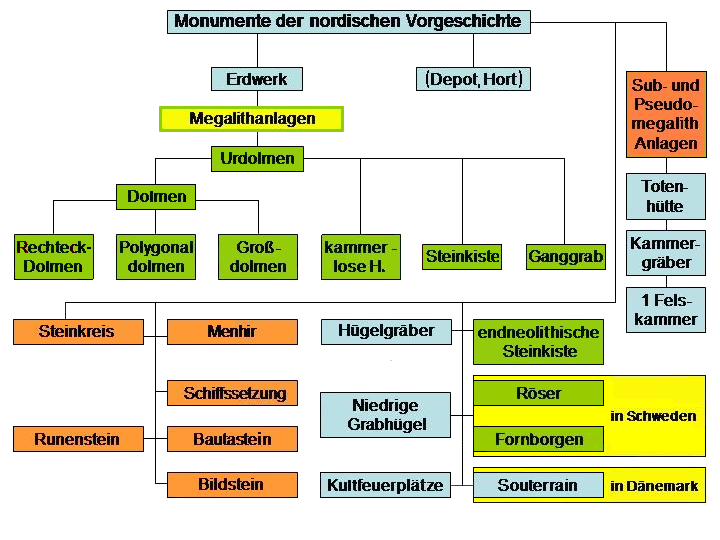
Nordische Megalitharchitektur

Die Dolmen in Schleswig-Holstein entstanden zwischen 3500 und 2800 v. Chr. als Megalithanlagen der Nordgruppe der Trichterbecherkultur (TBK). Bei ihrer Verbreitung gibt es Zentren, allerdings keine deutliche Verbreitungsgrenzen, wie bei den lokalen Ganggräbern. „Neolithische Monumente sind Ausdruck der Kultur und Ideologie jungsteinzeitlicher Gesellschaften. Ihre Entstehung und Funktion gelten als Kennzeichen der sozialen Entwicklung“. Die Träger der TBK bauten nach Schätzungen fast 30.000 Hünengräber. Über 7.000 Großsteingräber sind in Dänemark bekannt, von denen etwa 2.800 erhalten sind. In Deutschland sind 11.648 Gräber belegt. Johannes Müller vermutet, dass in Norddeutschland und Südskandinavien einst über 75.000 Monumente existiert haben.

## Inhaltsverzeichnis
Deutschland sind es etwa 900 (von vermutlich 5600). Allein auf Sylt sind 47 Megalithanlagen nachgewiesen, die aber weitgehend ausgegangen sind.

## Verbreitung
Nach einer Aufstellung von Jürgen Hoika liegen die meisten erhaltenen Megalithanlagen im Kreis Schleswig-Flensburg (430), es folgt der Kreis Rendsburg-Eckernförde (193) und die Kreise Nordfriesland (102) und Ostholstein (81). Während Lübeck (6), Plön (1) und Steinburg (14) die wenigsten aufweisen. Das spiegelt sich auch in den Zahlen pro km² wider. Wobei der Anteil und die Anzahl der unbestimmbaren Anlagen im Kreis Schleswig-Flensburg besonders groß ist.

## Bauweise
Die Kammern sind in der Regel sorgfältig gebaut und mit aufwendigen Zwischenmauerwerken und Bodenpflaster ausgestattet. Für das schleswig-holsteiner Festland ist eine Flintschüttung als einziger Bodenbelag oder als Teil eines zweischichtigen Pflasters charakteristisch. Aus der Kartierung der Rechteckdolmen lässt sich die Ausbreitung der Megalithanlagen von der Ostseeküste aus nach Westen ableiten, die mit einer Vergrößerung des Innenraums einhergeht. Lange Dolmen sind auf den nordfriesischen Inseln zu finden. Sie unterscheiden sich nicht nur in der Kammergröße und -form von den festländischen Dolmen, sondern auch bei der Gestaltung baulicher Details.
Nach Kriterien, die auf E. Aner, Ewald Schuldt und Ernst Sprockhoff zurückgehen, sind die norddeutschen Dolmen in vier Typen zu unterteilen:
- Großdolmen (nur wenige Exemplare in Schleswig)
- Polygonaldolmen
- Rechteckdolmen (E. Schuldt spricht von „erweiterten Dolmen“, da der Grundriss auch trapezoid oder unregelmäßig sein kann)
- Urdolmen (nach E. Aner die „Dolmen vom 1. Haupttyp“)

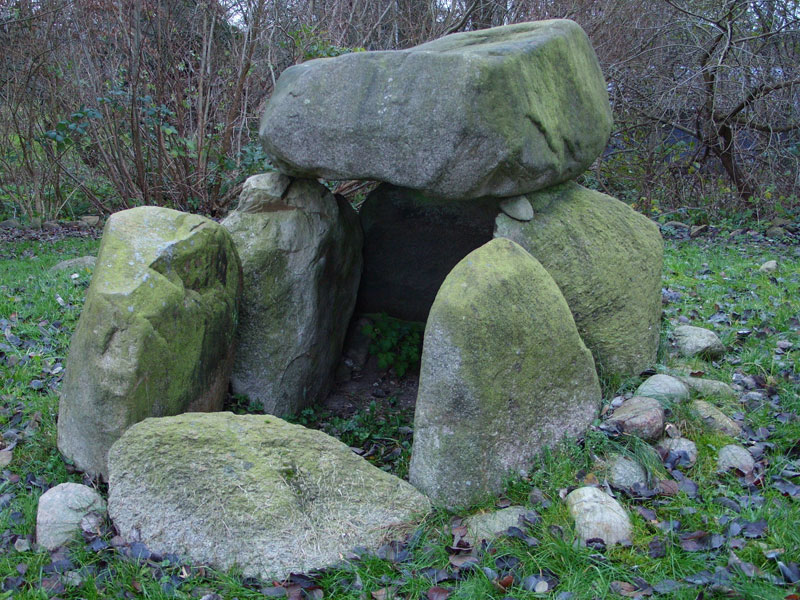
Rechteckdolmen von Hüsby

## Urdolmen

### Blockkiste

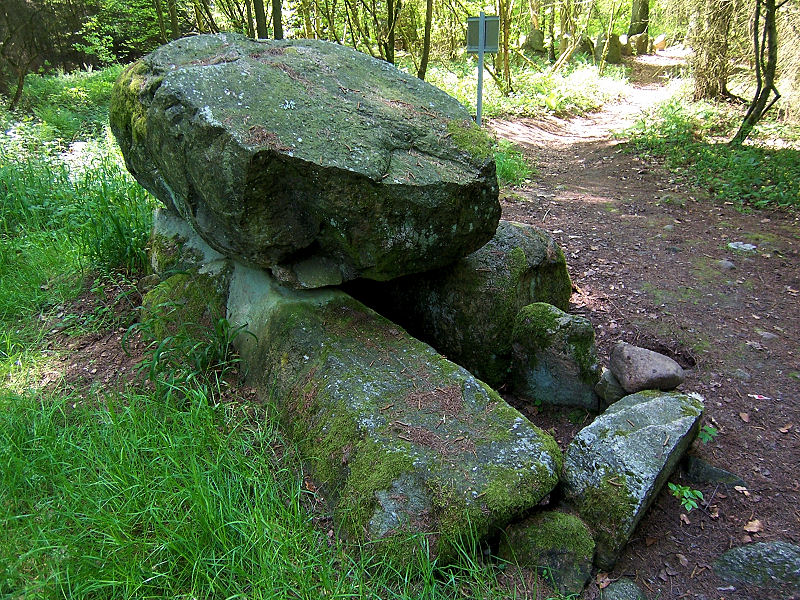
Urdolmen bei Grevesmühlen

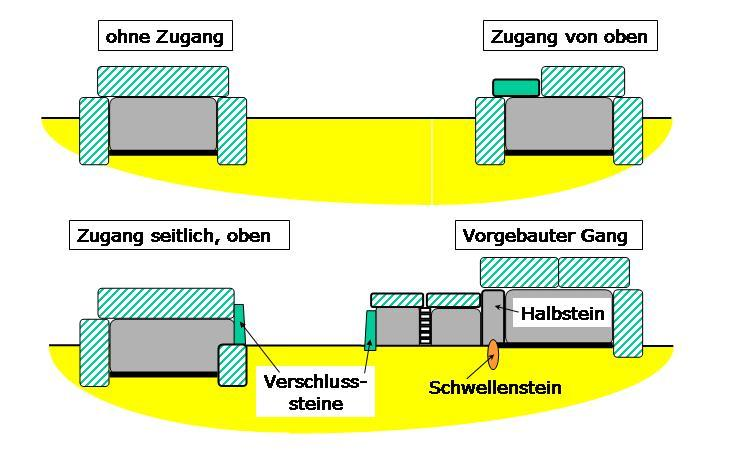
Beispiele für Zugangsformen von Urdolmen

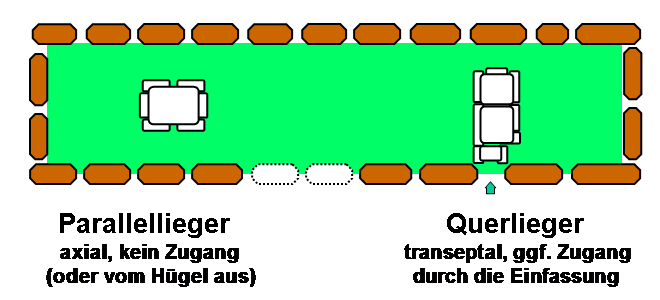
Schema: Längs- oder Parallellieger und Querlieger

Innerhalb der Nordgruppe der TBK stellt der Urdolmen die Urform der Megalithanlage schlechthin dar. Der älteste Typ ist der allseits geschlossene, zuganglose Urdolmen (auch Blockkiste genannt). Nach ihrer Größe und Form (ggf. der Lage in Langbetten), dürften geschlossene Urdolmen für die einmalige Nutzung bestimmt gewesen sein. E. Schuldt stellt fest, dass die Tragsteine beider Langseiten bei den Urdolmen auf der Seite liegen (statt wie bei den anderen Dolmen auf ihrer kleinsten Fläche zu stehen).
Die starke Verbreitung der Urdolmen auf der dänischen Insel Seeland stellt das Frühstadium der nordischen Steingrabsitte dar. Auf Nordseeland sind die Urdolmen nur 0,5 bis 0,6 m breit, in Schleswig-Holstein mindestens 0,8 m. Während die Kammern in Nordseeland so kurz sind, dass die Hockerbestattung angenommen werden muss, setzen die schleswig-holsteinischen erst bei 1,75 m Länge ein und erreichen vereinzelt mehr als 2,4 m. Die kleine Kammer von Dobersdorf, Kreis Plön, stellt mit 1,8 × 0,5 m eine Ausnahme dar. In aller Regel reicht ein Deckstein aus, um die Kammer zu bedecken. An den Langseiten waren indes zu 80 % zwei Tragsteine und ggf. oft noch Zwischenmauerwerk erforderlich. Es gibt in Schleswig-Holstein fünf Anlagen plus eine fragliche, die Jutte Roß dieser Form zuordnet.
In Schleswig-Holstein liegen Urdolmen zumeist im Langhügel, und zwar parallel zur Längsachse (so genannte Parallel- oder Längslieger). Diese Anordnung ist für das nördlichste Bundesland typisch. Nördlich der Eider, aber vereinzelt auch südlich (Frestedt, Papenbusch), waren etwa 20 % der Anlagen von Rundhügeln bedeckt (in Mecklenburg-Vorpommern waren es etwa 60 %). Die zeitliche, mitunter auch räumliche Parallelität von runden und eckigen Hügeln, die es ansonsten bei den Urdolmen im Megalithraum nicht gibt, ist eine Besonderheit.

### Urdolmen mit Zugang
Als die kollektive Nutzung von Anlagen zugängliche Kammern erforderte, wurde bei der nächsten Urdolmengeneration ein Zugang obligatorisch. Zugänge belegen, dass es sich um Anlagen handelt, die wiederverwandt werden sollten bzw. wurden. Den ursprünglich trägerhohen Endstein einer Schmalseite ersetzte man in Schleswig-Holstein, z. B. durch einen niedrigeren „Eintrittstein“. Der verbleibende Zugang dürfte mit einer kleinen Steinplatte verschlossen worden sein. Der „Urdolmen mit Zugang“ ist mit 2,2 bis 2,6 m Länge und 1,0 m bis 1,8 m Breite auch größer als der allseits geschlossene.
Von den nur 20 erhaltenen Urdolmen im Land können 12 dem allseits geschlossenen, fünf dem an der Schmalseite geöffneten zugerechnet und zwei nicht näher bestimmt werden. Der Urdolmen von Dobersdorf hatte vermutlich einen Zugang von oben. Die Verbreitung des Typs zeigt eine Verbindung des Urdolmens mit der Ostküste sowie sein Vordringen über die Nordschleswiger Landbrücke auf die nordfriesischen Inseln. In Archsum auf Sylt liegen z. B. zwei Urdolmen im selben Hünenbett. Mit Ausnahme der Anlage von Dobersdorf tritt der offene Urdolmen in Schleswig-Holstein nur im Sachsenwald und auf Sylt auf.

## Rechteckdolmen bzw. erweiterte Dolmen
Mit etwa 145 Kammern (davon 58 erhalten) steht der Rechteckdolmen in Schleswig-Holstein an der Spitze der Großsteingräber das schließt aber Ganggräber und Steinkisten ein. In Mecklenburg-Vorpommern ist es der Großdolmen, in Niedersachsen das Ganggrab und in Schweden die Steinkiste.
Der Rechteckdolmen hat stets zwei Tragsteine an jeder Langseite und besitzt zwei quer- oder einen längsliegenden Deckstein. Der bis auf Hemmelmark 3 an einer Schmalseite öffnende Typ liegt in Schleswig-Holstein in der Regel in Langhügeln, quer zur Achse (Querlieger). Rundhügel sind mit 27 % bei diesem Typ seltener. Ein Teil der Dolmen ist eingetieft. Die weitere Unterteilung bezieht sich allein auf die Zugangskonstruktionen:
- mit kammerbreitem, niedrigem (halbhohen) Eintrittstein (43 %),
- mit trägerhohem Halbstein (Schwellenstein und ggf. vorgesetztem Gang 10 %)
- mit eingewinkelten Tragsteinen (und ggf. vorgesetztem Gang)
- den Zugang von oben gibt es bei Anlagen in Mecklenburg, der Kampener Dolmen (Spr.-Nr. 2) könnte auch einen solchen besessen haben.

In Ostenfeld (Kreis Rendsburg-Eckernförde) findet sich eine Holsteiner Kammer zusammen mit einem, der in Deutschland ungewöhnlich seltenen, schräg gestellten Rechteckdolmen im selben Hünenbett.

## Polygonaldolmen

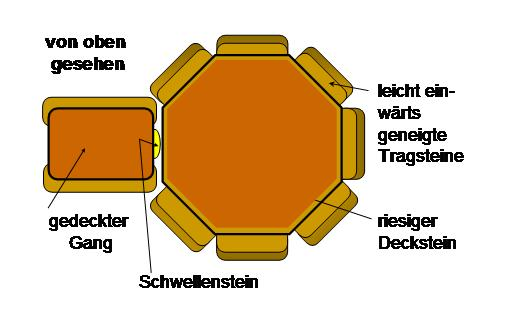
Schema Polygonaldolmen von oben gesehen

Der Polygonaldolmen wird durch ein mehr oder minder starkes Auswinkeln der fünf oder mehr Tragsteine charakterisiert. Im Allgemeinen entspricht die Kammerbreite der Länge (etwa 2 × 2 m), so dass der Grundriss einem unregelmäßigen Fünf- oder Sechseck ähnelt und annähernd runde Form besitzt. In Schleswig-Holstein kommen auch ovale Polygonaldolmen von etwa 2,5 × 1,8 m vor. Zugänge sind ausweislich der dänischen Kammern für den Typ kennzeichnend, in Schleswig-Holstein allerdings, anders als der Deckstein, mit seinen gewaltigen Ausmaßen (Brutkamp), nur selten erhalten. Der häufiger im Rundhügel bezeugte Polygonaldolmen hat Merkmale, wie im Langhügel die Querlage, gemeinsam mit den anderen Typen (in Kampen liegen drei Polygonaldolmen im Hünenbett vereint). Südwärts von Mitteljütland wird seine Verbreitung schwächer, so dass die geringe Anzahl in Schleswig-Holstein nicht verwundert. Mit 11 Kammern ist der Polygonaldolmen, der auch in den südlichen Nachbarregionen Schleswig-Holsteins nur vereinzelt belegt ist, der am wenigsten verbreitete Dolmentyp in Deutschland. Die schleswig-holsteinischen Fundorte liegen im Osten des Landes zwischen der Flensburger und der Kieler Förde, im Westen auf Sylt und in Dithmarschen, wohin der Typ offenbar über die nordfriesischen Inseln gelangte.
Die ältesten, in Polygonaldolmen gefundenen Beigaben, gehören in die Übergangsphase vom Früh- zum Mittelneolithikum. Doch ist das Fundmaterial zu dürftig, um daraus folgern zu können, dass der Kammertyp erst am Ende der Stufe C im Norden erschien. Vielmehr geht die Vorstellung dahin, dass der in die Urdolmengebiete vordringende Polygonaldolmen die Wende vom Einzel- zum Kollektivgrab auslöste und die Ganggrabform wesentlich beeinflusste.
In welchem Umfang Rechteck- und Polygonaldolmen im Mittelneolithikum errichtet wurden, lässt sich nicht bestimmen, auch wenn Beigaben aus dieser Zeit vorliegen, ältere dagegen fehlen. Seit der Frühphase der Megalithik darf, anders als früher gedacht, mit der Koexistenz von Dolmen und Ganggräbern gerechnet werden. Dolmen wie die Kammer von Hemmelmark mit der ungewöhnlichen Größe von 2,8 × 2,25 m und von Süderende, mit ihrer von Ganggräbern (insbesondere in Mecklenburg und Schweden) bekannten Abtrennung von Bodenflächen (der Kammer) durch lotrechte Platten, in so genannte Quartiere wird man als zeitgleich einstufen können.

## Großdolmen
Der von E. Sprockhoff herausgestellte und von E. Schuldt eingehend untersuchte Großdolmen, mit drei bis vier Tragsteinen an jeder Langseite und einer entsprechenden Anzahl von (mind. drei) Decksteinen erreicht im äußersten Norden, in Wees, Kreis Schleswig-Flensburg (Spr.-Nr. 16), und Steenodde auf Amrum (Spr.-Nr. 12) eine Länge von vier Metern. Er ist für Mecklenburg-Vorpommern, insbesondere für Rügen charakteristisch. In Schleswig-Holstein spielt der Typ eine geringe Rolle.

## Die Zugänge
Bei etwa 20 % der Rechteckdolmen wird ein Zugang von 1,0 bis 1,5 m Länge und eins bis zwei Steinpaaren vor die Kammeröffnung gesetzt. Er ist oftmals so kurz, dass er die Hügeleinfassung nicht erreicht. Sie ist dort, wo man eine Lücke für den Gang erwarten würde, geschlossen. Aufgrund gleichartiger dänischer Befunde scheint es gang und gäbe gewesen zu sein, einen Zugang zu ermöglichen, jedoch die Grenze zum Bereich der Toten mit nur schwer überbrückbaren Hindernissen zu versehen.
Der zumeist über 2,0 m lange und über 0,9 m breite Rechteckdolmen, der 3,8 m Länge und 1,5 m Breite erreichen kann, belegt auch die Tendenz zur Kammervergrößerung, wobei E. Aner eine von Seeland nach Schleswig-Holstein gerichtete Entwicklung zu erkennen glaubt. In der Höhe variieren die Anlagen, deren Tragsteine bereits auf ihrer kleinsten Fläche stehen, zwischen 0,8 und beachtlichen 1,75 m. Rechteckdolmen kommen häufiger im Hinterland und in Südholstein bis nahe der Elbe vor. Der Typ hat zwei Decksteine. Ab dem dritten Deckstein spricht man von Großdolmen. Er tritt auf den nordfriesischen Inseln und als erste Megalithanlagenform im westlichen Teil von Schleswig und Holstein auf. Weite Teile des Landes wurden offenbar erst mit Aufkommen des Rechteckdolmens in die Megalithgrabsitte einbezogen.

## Topographische Lage
In den Ausgrabungsberichten finden sich selten Angaben über die topographische Lage. Den Berichten nach sind die meisten Anlagen auf natürlichen Anhöhen errichtet worden, die sich mehr oder weniger deutlich von ihrer Umgebung absetzen.

### Hünenbetten

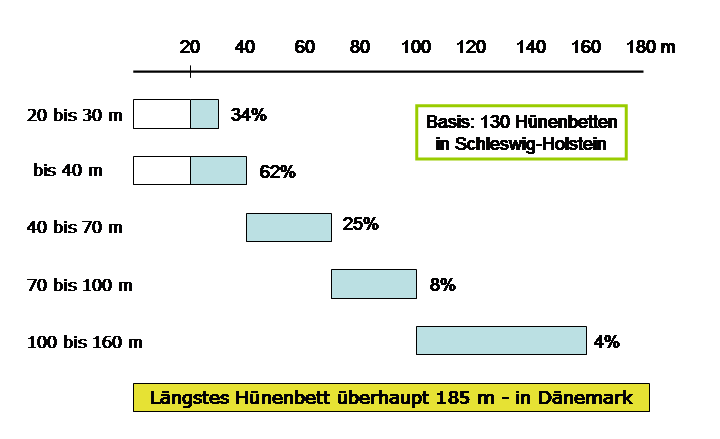
Längen der Hünenbetten Schleswig-Holsteins

Im Frühneolithikum von etwa 3800 bis 3500 v. Chr. wurden sog. Earthern Long Barrows errichtet, wovon viele sekundär (ca. 36/3500 – 3300 v. Chr.) mit Steinreihen umgeben wurden. So etwa in Flintbek. Etwa 130 Langbetten lassen sich maßlich bestimmen. 14 bis 40 m lang sind etwa 62 %. Über 70 m lange Einfassungen finden sich vornehmlich in der Osthälfte Holsteins. Nur 4 % der Hünenbetten haben Längen über 100 m. Eine imposante Gruppe der Hünenbetten bilden die Dolmen von Putlos bei Weißenhäuser Strand, im Amt Oldenburg-Land, mit Betten von 115 und 130 m Länge. Die größte mit Steinen umfasste deutsche Anlage liegt im Sachsenwald in Schleswig-Holstein und misst 154 Meter. Zudem sind wenige Langbetten ohne Steineinfassung durch Ausgrabungen bekannt, die höhere Längen von bis zu 200 m aufweisen, z. B. im Gräberfeld Borgstedt. Die so genannten Riesenbetten enthalten fast durchweg Dolmen bzw. sind kammerlos. Die meisten Anlagen liegen in Hünenbetten zwischen 14 und 30 m Länge. Betten mit zwei und drei, in Dänemark vereinzelt mit vier bis sechs Kammern sind selten länger als 40 m. In Langbetten mit mehr als einer Kammer fällt auf, dass diese in der Regel demselben Typ angehören. In Archsum auf Sylt sind es zwei Urdolmen, in Kampen drei Polygonaldolmen und in 21 weiteren Fällen sind zwei oder drei (Hünenbett von Waabs-Karlsminde) querliegende Rechteckdolmen im Hünenbett vereint.